# Révolution abkhaze de 2014
La révolution abkhaze de 2014 ou la crise politique de 2014, est une série d'événements politiques qui ont eu lieu en Abkhazie, entre fin mai et début juin 2014, aboutissant à la chute du président Alexandre Ankvab et à l'élection de Raul Khadjimba. Cette crise politique a été marquée par des manifestations de masse, une prise de contrôle du siège présidentiel par l'opposition et une intervention diplomatique russe.

## Contexte
L'Abkhazie, république autoproclamée indépendante mais reconnue par peu de pays, connaissait depuis plusieurs années des tensions politiques et économiques. Le gouvernement d'Alexandre Ankvab, au pouvoir depuis 2011, était critiqué pour, la persistance de la pauvreté et le manque de développement économique, des allégations de corruption au sein du gouvernement, et une politique jugée trop conciliante envers la minorité géorgienne, notamment dans la région de Gali.

## Déroulement des évènements

### Manifestations et ultimatum
Fin avril 2014, l'opposition abkhaze, menée par Raul Khadjimba, lance un ultimatum au président Ankvab, exigeant des réformes radicales avant le 5 mai. Le 27 mai 2014, environ 10 000 partisans de l'opposition se rassemblent sur la place centrale de Soukhoumi, la capitale. Dans la soirée, des groupes d'opposition prennent d'assaut le siège présidentiel, forçant Ankvab à fuir vers Goudaouta,.

### Intervention russe et négotiations
Dans la nuit du 28 au 29 mai, le sous-secrétaire du Conseil de sécurité de Russie, Rachid Nourgaliev, rencontre Ankvab, ce dernier décrivant les événements comme une « tentative de coup d'État armé. » Il a également été rapporté qu'Ankvab a rencontré l'aide de Poutine, Vladislav Sourkov. Le 28 mai, Sourkov rencontre également des dirigeants de l'opposition, Raul Khadjimba, Sergueï Chamba, Akhra Bjania et Vitali Gabniy, ainsi que des législateurs du parlement de l'Abkhazie. Le 30 mai, les médias rapportent qu'Ankvab s'est réfugié à la base militaire russe de Goudaouta en raison de problèmes de sécurité.

### Chute d'Ankvab
Le 31 mai, le Parlement abkhaze déclare Ankvab incapable d'exercer ses fonctions, nomme Valeri Bganba président par intérim, et décide d'organiser une élection présidentielle anticipée pour le 24 août. Le même jour, Ankvab annonce sa démission, tout en accusant ses opposants d'avoir violé la Constitution abkhaze.

## Conséquences

### Éléction présidentielle anticipée
L'élection présidentielle anticipée se tient le 24 août 2014. Raul Khadjimba remporte l'élection dès le premier tour avec 51% des suffrages, face à ses principaux opposants Aslan Bzhania, Mirab Kishmaria (en), et Leonid Dzapshba (en).

### Impact politique
Cette révolution a profondément remanié le paysage politique abkhaze, illustrant les tensions internes de cette république autoproclamée et l'influence persistante de la Russie dans la région. Elle a également soulevé des questions sur la stabilité politique à long terme de l'Abkhazie et ses relations avec la Géorgie et la Russie.